# جیسون وید
جیسون وِید (انگلیسی: Jason Wade؛ زادهٔ ۵ ژوئیهٔ ۱۹۸۰) خواننده، ترانه‌سرا و موسیقی‌دان اهل ایالات متحده آمریکا است. او از سال ۲۰۰۰ میلادی تاکنون مشغول فعالیت بوده و بیشتر به عنوان خواننده، ترانه‌سرای اصلی و گیتاریست گروه آلترناتیو راک لایف‌هاوس شناخته می‌شود.